# Low Parks Museum

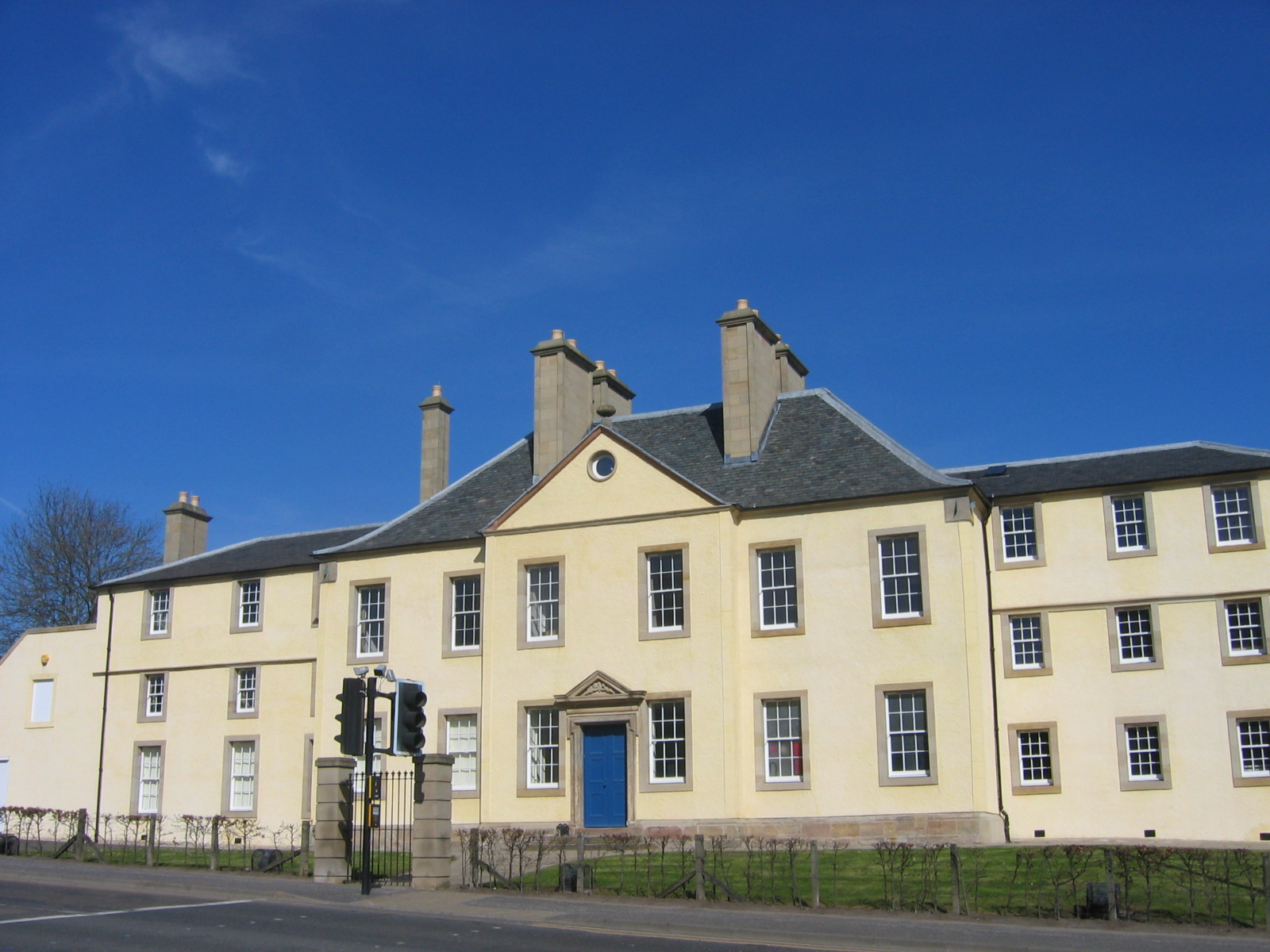
Low Parks Museum; ehemaliges Crawford House

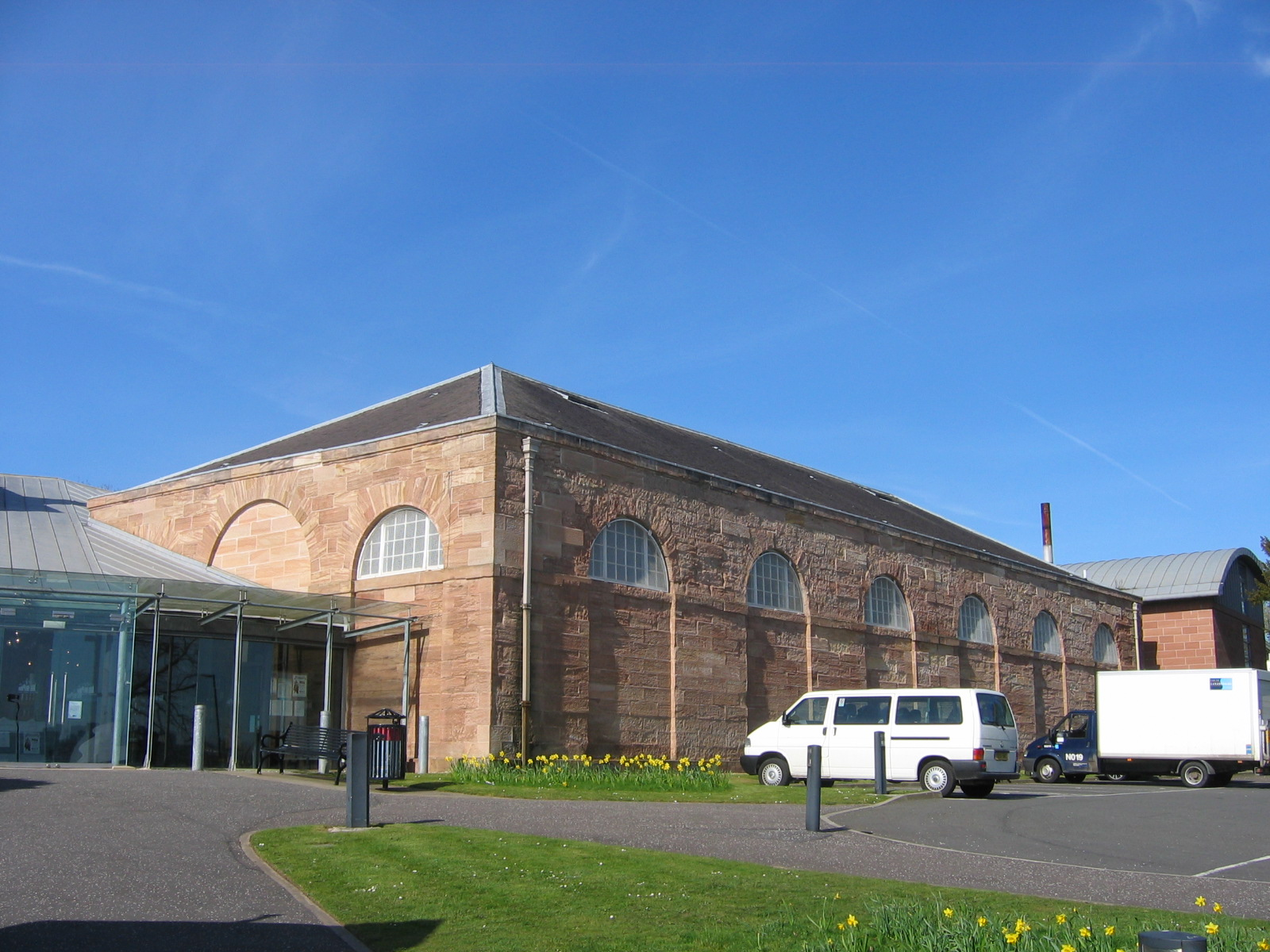
Low Parks Museum; ehemalige Reitschule

Das Low Parks Museum ist ein Museum in der schottischen Stadt Hamilton in der Council Area South Lanarkshire. 1980 wurde das Bauwerk in die schottischen Denkmallisten in der höchsten Denkmalkategorie A aufgenommen.

## Geschichte
Das Museum ist in zwei Gebäuden untergebracht, die zu den Außengebäuden des zwischenzeitlich abgebrochenen Hamilton Palace zählten. Bei dem älteren Gebäude handelt es sich um das Crawford House, das 1696 für David Crawford, einen Sekretär der Dukes of Hamilton, als Privathaus erbaut wurde. Douglas Douglas-Hamilton, 8. Duke of Hamilton erwarb das Gebäude und fügte es dem Palast hinzu. Es wurde unter den Bezeichnungen The Hamilton Arms beziehungsweise Old Head Inn zu einer Gaststätte entlang einer Handelsroute umfunktioniert. Als diese zunehmend an Bedeutung verlor, beherbergte das Gebäude ab 1835 die Büroräume des Kammerherrn. Der Burgh Hamilton erwarb das Gebäude 1964 und eröffnete dort drei Jahre später das Hamilton Burgh Museum.
Das zweite Gebäude wurde unter Alexander Douglas-Hamilton, 10. Duke of Hamilton als Reitschule erbaut. Den Entwurf lieferte der schottische Architekt William Burn. Der Bau wurde 1842 begonnen und war 1845 noch nicht abgeschlossen. In diesem Gebäude wurde 1983 das Cameronian (Scottish Rifle) Regimental Museum eröffnet. Beide Museen wurden zehn Jahre später vereinigt. 2013 wurden auch die Denkmaleinträge zu einem zusammengefügt.

## Ausstellung
Thematisch befasst sich das Museum mit der Regionalgeschichte. Die Ausstellung beinhaltete Exponate zur Geschichte von Hamilton Palace. Des Weiteren wird die Besiedlungsgeschichte des heutigen South Lanarkshire beleuchtet. Kernstücke sind die Funde aus einem 4000 Jahre alten, bronzezeitlichen Grab. Bei der wirtschaftlichen Entwicklung werden sowohl die regionale Textilindustrie als auch das Bergbauwesen dargestellt. Die Ausstellung in der ehemaligen Reitschule widmet sich Geschichte der Cameronians, einem Regiment, das James Douglas, Earl of Angus 1689 aufstellte.